# Chitra vandijki
Chitra vandijki är en sköldpaddsart som beskrevs av Mccord och Pritchard 2003. Chitra vandijki ingår i släktet Chitra och familjen lädersköldpaddor. Inga underarter finns listade i Catalogue of Life.
Arten förekommer i Myanmar och nordvästra Thailand.